# Nagy új-zélandi denevér
A nagy új-zélandi denevér (Mystacina robusta) az emlősök (Mammalia) osztályának a denevérek (Chiroptera) rendjéhez, ezen belül a kis denevérek (Microchiroptera) alrendjéhez és az új-zélandi denevérfélék (Mystacinidae) családjához tartozó, mára nagy valószínűséggel kihalt faj.
A fajt 1962-es felfedezésekor még a közeli rokon új-zélandi denevér (Mystacina tuberculata) alfajaként sorolták be. Csak 1985-re ismerték el különálló fajként morfológiai különbségek alapján.

## Elterjedése
Új-Zélandon honos. Fosszilizálódott és szubfosszilis maradványait megtalálták a szigetország két nagy szigetén, az Északi-szigeten és a Déli-szigeten is, ahonnan feltehetően a maorik megtelepedését követő időkben halt ki.
A 20. században már csak a Déli-szigettől délre fekvő Stewart-szigeten, és a Big South Cape-szigeten éltek populációi. Utoljára 1965-ben látták. Feltehetően 1967-re kihalt, miután ezeken a szigeteken is megtelepedett a házi patkány, amelyik könnyen elkapta ezt a talajlakó életmódhoz alkalmazkodott fajt.

## Megjelenése
Mint neve is mutatja, termetesebb faj, mint közeli rokona.
Hossza 9 centiméter, tömege 25-35 gramm. A két faj közötti fő morfológiai különbségek, a rövidebb és szélesebb orrlyukak és a rövidebb szárnyfesztávolság.

## Életmódja
Mint közeli rokona, az új-zélandi denevér ez a faj is részlegesen talajlakó életmódhoz alkalmazkodott, mivel Új-Zélandon nem éltek egyéb rovarevő emlősök és emlős ragadozók se, így a talajlakó életmód nem volt korábban veszélyes számára és ki tudta használni a talajon található bőséges élelemforrásokat.
Erős mellső lábaival ás a talajon és kapaszkodik a fák törzsén. Csak lassan repül és mindig alacsonyan, a talajtól maximum 2-3 méteres magasságban.
Tápláléka elsősorban talajlakó rovarokból áll.

## Fordítás
- Ez a szócikk részben vagy egészben  a   Große Neuseelandfledermaus című német Wikipédia-szócikk fordításán alapul.  Az eredeti cikk szerkesztőit annak laptörténete sorolja fel. Ez a jelzés csupán a megfogalmazás eredetét és a szerzői jogokat jelzi, nem szolgál a cikkben szereplő információk forrásmegjelöléseként.